# Nino Morales
Jorge Alberto Morales Nino, más conocido como Nino Morales, (nacido el 20 de noviembre de 1960 en Sevilla, Andalucía) es un exjugador de baloncesto español. Con 1.95 de estatura, su puesto natural en la cancha era el de alero.  

## Trayectoria

### Entrenador
- San Román Las Rozas (1995-1997)
- Club Náutico Sevilla (1997-2000)
- Baloncesto Qalat (2001-2002)
- CB Morón (2009)
- Club Náutico Sevilla (2010-2021